# Flughafen Engadin
Luchthaven Engadin (Duits: Flughafen Engadin) (IATA: SMV, ICAO: LSZS) ook bekend als Samedan, ligt bij Samedan in de Engadin vallei te Zwitserland, slechts 5 km van Sankt Moritz. Hij heeft een hoogte van 1707 meter. Na een ongeval in 2010 zijn de capaciteiten van het vliegveld sterk ingeperkt.
De luchthaven heeft een startbaan, 03-21, die 1800 meter lang is en 40 meter breed. Middelgrote straalvliegtuigen zoals de Boeing 737 kunnen er landen. Er is verder een kleine startbaan voor zweefvliegtuigen. 's Zomers is het zweefvliegveld een grote trekpleister voor zweefvliegers vanuit heel Europa. Naast het zweefvliegveld, aan het noordoostelijk einde van de grote startbaan, ligt een camping die speciaal voor zweefvliegers is bestemd.
Er is tevens een REGA-reddingshelikopter gestationeerd.

## Trivia
- Luchthaven Engadin is een van de beschikbare luchthavens op de Google Earth flightsimulator.